# Хомуло, Михаил Григорьевич
Михаил Григорьевич Хомуло (8 ноября 1919, село Лучковка, Ичнянский район, Черниговская область, Украина — 25 февраля 1998, Москва) — советский военачальник, заместитель Главнокомандующего Сухопутными войсками СССР (1979—1987), командующий войсками Сибирского военного округа (1969—1978), генерал-полковник (1968). Член КПСС с 1942 года.

## Биография
Из крестьянской семьи. Окончил 7 классов неполной средней школы в 1933 году, педагогический техникум в 1936 году и два курса Нежинского учительского института в 1938 году. В 1936—1939 годах работал школьным учителем. 
В Красной Армии с октября 1939 года. В июне 1941 года окончил Белоцерковское стрелково-пулемётное училище.
Участник Великой Отечественной войны  июня 1941 года. Встретил войну только что назначенным командиром стрелкового взвода, но уже вскоре за отличия в тяжелейших боях стал командиром пулемётной роты 129-го стрелкового полка 93-й стрелковой дивизии в 43-й армии Западного фронта. Участник оборонительного этапа битвы под Москвой, в ходе которого в ноябре 1941 года был тяжело ранен и несколько месяцев находился на излечении в эвакогоспитале города Подольска. В мае 1942 года зачислен слушателем Курсов усовершенствования командного состава Западного фронта. После их окончания с июня 1942 года — командир батальона 878-го стрелкового полка, заместитель командира и командир 885-го стрелкового полка 290-й стрелковой дивизии 10-й армии Западного фронта. Участвовал в Смоленской наступательной операции 1943 года и в тяжёлых малоуспешных наступательных зимних боях 1943—1944 года. Был контужен в 1942 году.
С марта 1944 года — командир 878-го стрелкового полка 290-й стрелковой дивизии 10-й армии 2-го Белорусского фронта. Во главе полка участвовал в Белорусской стратегической наступательной операции 1944 года, в Восточно-Прусской и Берлинской наступательных операциях 1945 года. Во время Могилёвской наступательной операции в конце июня 1944 года особо отличился при форсировании рек Прони, Ресты, Днепра, освобождении Могилёва. 
После войны продолжил службу в Советской Армии. С июля 1945 года — заместитель командира 66-го стрелкового полка по строевой части 61-й стрелковой дивизии, в апреле 1947 года назначен заместителем командира 42-го гвардейского механизированного полка по строевой части 12-й гвардейской механизированной дивизии Белорусского военного округа. С декабря 1947 года проходил службу в Группе Советских оккупационных войск в Германии: заместитель командира 62-го гвардейского механизированного полка по строевой части 12-й гвардейской механизированной дивизии, с апреля 1949 года заместитель командира 64-го гвардейского механизированного полка по строевой части 19-й гвардейской механизированной дивизии, с июля 1949 года командир этого полка. С января по октябрь 1951 года — командир 95-го механизированного полка 27-й механизированной дивизии Прикарпатского военного округа, затем направлен учиться в академию. 
В 1954 году окончил Военную академию имени М. В. Фрунзе. С ноября 1954 года был заместителем командира 28-й гвардейской стрелковой дивизии Одесского военного округа. С февраля 1956 по октябрь 1957 года — командир 34-й гвардейской механизированной дивизией в Одесском военном округе. С октября 1957 по август 1959 года — командир 86-й гвардейской мотострелковой дивизии в Одесском военном округе.
В 1961 году окончил Военную академию Генерального штаба Вооружённых Сил СССР. С июня 1961 по август 1964 годов был первым заместителем командующего 18-й гвардейской армией в Группе советских войск в Германии, с августа 1964 года — на такой же должности в 20-й гвардейской армии. С декабря 1964 года – командующий 20 гвардейской армией в ГСВГ. С мая 1968 года — первый заместитель главнокомандующего Группы советских войск в Германии.
С мая 1969 по декабрь 1978 года – командующий войсками Сибирского военного округа. С декабря 1978 по апрель 1985 годы – заместитель главнокомандующего Сухопутными войсками по боевой подготовке — начальник Главного управления боевой подготовки Сухопутных войск.
С апреля 1985 года — военный консультант Группы генеральных инспекторов Министерства обороны СССР. С ноября 1987 года – в отставке.
Депутат Верховного Совета СССР 8-го и 9-го созывов (1970—1979).
Жил в Москве. Автор мемуаров. Похоронен на Троекуровском кладбище.

## Награды
- 2 ордена Ленина (1967, 1978)
- 4 ордена Красного Знамени (06.07.1944, 17.07.1944, 11.05.1945, 1972)
- орден Суворова III степени (12.02.1943)
- 2 ордена Отечественной войны I степени (08.03.1945, 11.03.1985)
- орден Отечественной войны II степени (05.04.1945)
- 2 ордена Красной Звезды (30.08.1943, 1954)
- Орден «За службу Родине в Вооружённых Силах СССР» III степени (1975)
- Медаль «За боевые заслуги» (15.11.1950)
- Медаль «За оборону Москвы»
- Медаль «За взятие Берлина»
- Медаль «За освобождение Варшавы»
- Ряд других медалей СССР
- Почетный гражданин города Могилёва (17.02.1982)[4]

Иностранные награды
- Орден Красного Знамени (Монголия, 06.07.1971)
- Орден «9 сентября 1944 года» I степени с мечами (Болгария, 14.09.1974)
- Офицерский крест ордена Возрождения Польши (Польша, 06.10.1973)
- Крест Храбрых (Польша)
- Крест «За битву под Ленино» (Польша, 06.09.1989)
- Медаль «За Варшаву 1939—1945» (Польша)
- Медаль «За укрепление дружбы по оружию» в золоте (ЧССР, 20.03.1970)
- Медаль «40 лет освобождения Чехословакии Советской Армией» (ЧССР, 11.03.1985)
- Медаль «100 лет Освобождения Болгарии от османского рабства» (Болгария)
- Медаль «90 лет со дня рождения Георгия Димитрова» (Болгария, 1974)
- Медаль «1300 лет Болгарии» (Болгария, 29.03.1982)
- Медаль «40 лет Социалистической Болгарии» (Болгария, 15.01.1985)
- Медаль «40 лет Победы над гитлеровским фашизмом» (Болгария, 16.05.1985)
- Медаль «50 лет Монгольской Народной Армии» (Монголия, 15.03.1971)
- Медаль «50 лет Монгольской Народной Революции» (Монголия, 16.12.1971)
- Медаль «30 лет Победы над милитаристской Японией» (Монголия, 08.01.1976)
- Медаль «40 лет Победы на Халхин-Голе» (Монголия, 26.11.1979)
- Медаль «20-я годовщина Революционных Вооружённых сил Кубы» (Куба, 1976)
- Медаль «30-я годовщина Революционных Вооружённых сил Кубы» (Куба, 24.11.1986)

## Воинские звания
- генерал-майор (18.02.1958)
- генерал-лейтенант (7.05.1966)
- генерал-полковник (19.02.1968)

## Мемуары
- Полк, к бою! — М.: Воениздат, 1980. — 264 с. — (Военные мемуары.)
- Время выбрало нас // Сибирские огни. — 1978. — № 12.